# Dolcenera canta il cinema
Dolcenera canta il cinema è un EP di Dolcenera realizzato per "20th Century Fox Home Entertainment" dove la cantante reinterpreta cinque colonne sonore divenute dei classici nella storia del cinema statunitense.

## Descrizione
L'idea del disco è nata a seguito del successo ottenuto da un concerto nel quale la nota casa di produzione cinematografica ha chiesto a Dolcenera di interpretare a modo suo alcuni brani tratti da famose colonne sonore cinematografiche. La cantante ha dichiarato di essere riuscita a mostrare in questo EP una parte della sua anima musicale che non era ancora riuscita a far conoscere attraverso i suoi album.
L'album è stato registrato tra la fine del 2005 e l'inizio del 2006. Non è mai stato messo in vendita nei negozi, ma è stato solamente distribuito in omaggio attraverso l'iscrizione al Noir Fans Club (fan club ufficiale della cantante) nell'anno 2006, oppure in regalo a tutti coloro che hanno acquistato in Italia almeno un DVD Fox nel mese di febbraio 2006.
I brani sono stati arrangiati dalla stessa Dolcenera, mentre la produzione del disco è affidata a Lucio Fabbri.

## Tracce
I brani inseriti nel disco sono:
1. Lady Marmalade (B. Crewew, K. Nolan) – Cover del brano di Patti LaBelle (1974), reinterpretata da Christina Aguilera, Pink (cantante), Lil Kim, Mýa e Missy Elliott (2001) per la colonna sonora di Moulin Rouge! di Baz Luhrmann
2. You Can Leave Your Hat On (Randy Newmann) – Cover del brano di Joe Cocker (1986), nella colonna sonora di 9 settimane e ½ di Adrian Lyne
3. Bye bye baby (Leo Robin, Jules Styne) – Cover del brano di Marilyn Monroe (1953), nella colonna sonora di Gli uomini preferiscono le bionde di Howard Hawks
4. Aquarius/Let the Sunshine In (James Rado, Gerome Ragni, Galt MacDermot) – Cover del brano dei The Fifth Dimension (1969), nella colonna sonora di Hair (Miloš Forman)
5. Love Me Tender (Vera Matson, Elvis Presley) – Cover del brano di Elvis Presley (1956), nella colonna sonora di Fratelli rivali (Robert D. Webb)

## Musicisti

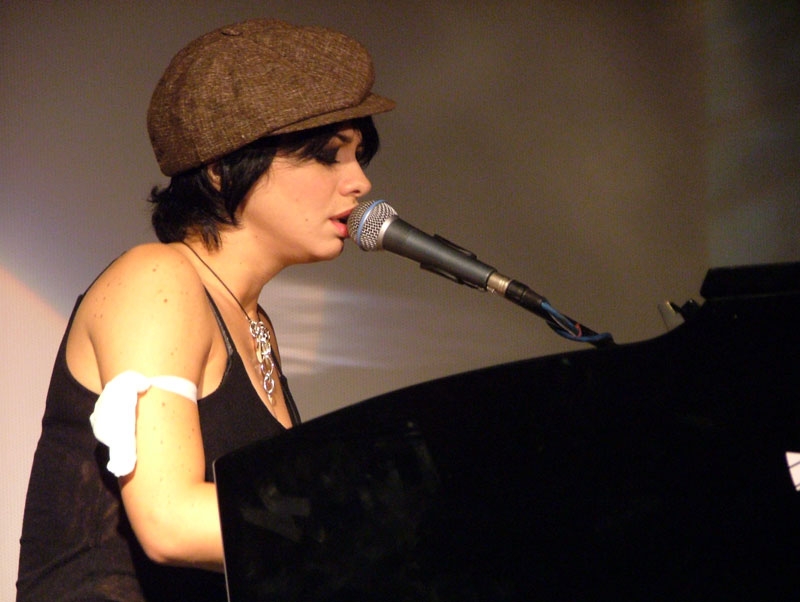
Dolcenera durante il concerto Fox Studio Classics

Il libretto distribuito insieme all'EP riporta i seguenti credits:
- Dolcenera: voce, pianoforte
- Roberto Gualdi: batteria, percussioni
- Marco Ricci: contrabbasso
- Lucio Fabbri: chitarra (nel brano You can leave your hat on).